# Teoria da Continuidade Paleolítica
O Paradigma da Continuidade Paleolítica (PCP) tem origem na Teoria da Continuidade Paleolítica (ou TCP, em Italiano, La teoria della continuità), é uma hipótese que sugere como data de origem das línguas protoindo-europeias (PIE), o Paleolítico Superior ou no Neolítico, vários milénios antes do Calcolítico. O principal defensor é Mario Alinei, que apresentou a teoria no livro Origini delle Lingue d' Europa ( Origens das línguas da Europa ), publicado em dois volumes em 1996 e 2000.
O PCP postula que o advento das línguas indo-europeias estão relacionadas com a hipotética emigração, durante o paleolítico, do Homo Sapiens a partir de Africa para a Europa e Ásia.  Em termos de períodos cronologicos, Alinei admite uma cronologia mais antiga do que a hipótese Anatolia de Colin Renfrew (4º milénio a.C.).
Desde 2004, um grupo informal de estudiosos defende o Paradigma da Continuidade Paleolítica on-line. Além do linguista Alinei, os principais membros ( referido como "Comitê Científico " no site ) são os linguistas Xaviero Ballester (Universidade de Valência) e Francesco Benozzo (Universidade de Bolonha). Também estão incluídos arqueólogos, o belga Marcel Otte ( Université de Liège) um dos maiores especialistas do Paleolítico Médio e Superior, o americano Homer L. Thomas (Thomas 1991), e o alemão Alexander Häusler, especialista na pré-história da europa central e o antropólogo Henry Harpending (University of Utah).
O Paradigma da Continuidade Paleolítica é um ponto de vista minoritário, uma vez que goza de pouco apoio acadêmico, resumindo, uma discussão séria limitada a um pequeno círculo de estudiosos. Não está listado por Mallory, entre as propostas para as origens das línguas indo-européias que são amplamente discutidas e consideradas credíveis no meio academico.

### Proto-línguas derivadas
- Língua proto-armênia
- Língua proto-balto-eslava
- Língua proto-céltica
- Língua proto-germânica
- Língua proto-grega
- Língua protoindo-iraniana